# Жозе Моузінью
Жозе Моузінью (порт. José Mouzinho, 27 грудня 1885 — 8 серпня 1965) — португальський вершник.
Бронзовий призер Олімпійських Ігор 1924 року в командному конкурі.